# Juniorvärldsmästerskapen i rodel 1984
Juniorvärldsmästerskapen i rodel 1984 arrangerades mellan den 16 och 22 januari 1984 i Bludenz i Österrike. Det var den andra upplagan av juniorvärldsmästerskapen i rodel. 

## Medaljörer
| Gren       | Guld                                          | Silver                                | Brons                                        |
| Herrsingel | Jens Müller Östtyskland                       | Frank Trebeß Östtyskland              | Andrej Ustjuhin Sovjetunionen                |
| Damsingel  | Irina Kusakina Sovjetunionen                  | Olimpiada Nikitina Sovjetunionen      | Olga Titjanova Sovjetunionen                 |
| Dubbel     | Sovjetunionen Vasilij Karpov Sergej Nagowizyn | Östtyskland René Keller Lutz Kühnlenz | Österrike Robert Manzenreiter Markus Schmidt |

## Medaljtabell
*   Värdland ( Österrike)
| Nr                  | Nation              | Guld | Silver | Brons | Totalt |
| ------------------- | ------------------- | ---- | ------ | ----- | ------ |
| 1                   | Sovjetunionen       | 2    | 1      | 2     | 5      |
| 2                   | Östtyskland         | 1    | 2      | 0     | 3      |
| 3                   | Österrike*          | 0    | 0      | 1     | 1      |
| Totalt (3 nationer) | Totalt (3 nationer) | 3    | 3      | 3     | 9      |